# Ferdinand Benda
Ferdinand Benda (30. října 1880 Chropyně – 9. června 1952 Bratislava) byl československý politik a meziválečný poslanec Národního shromáždění za Československou sociálně demokratickou stranu dělnickou.

## Biografie
Narodil se v českých zemích, politicky po roce 1918 působil na Slovensku. Ve 20. letech se uvádí jako redaktor Robotnických novin v Bratislavě.
V letech 1918–1920 zasedal za Československou sociálně demokratickou stranu dělnickou v Revolučním národním shromáždění. V parlamentních volbách v roce 1920 se stal poslancem Národního shromáždění. V parlamentních volbách v roce 1925 si mandát neudržel a znovu se v parlamentu objevil až po parlamentních volbách v roce 1929. Obhájil ho parlamentních volbách v roce 1935. Mandát si oficiálně podržel do ledna 1939, kdy byl zbaven křesla v důsledku rozpuštění sociálně demokratické strany na Slovensku, přičemž krátce předtím ještě v prosinci 1938 přestoupil jako hospitant do klubu nově vzniklé Národní strany práce.